# 清泉院
清泉院（せいせんいん、生年不詳 - 寛永4年9月28日（1627年11月5日））は、安土桃山時代から江戸時代初期の女性。
井伊直政の娘・長女で松平忠吉の正室。政子とも。

## 略歴
忠吉に嫁ぎ、梅貞童児（法名）という男児を産むも早世したため家は断絶した 。
清泉院は、のち八条宮智仁親王に再嫁の話があったがこれを謝して近江国彦根に蟄居した 。
寛永4年（1627年）9月28日死去。法名清泉院覚窓栄正大姉。